# Ivo Perišin
Ivo Perišin (* 4. Juli 1925 in Kaštel Kambelovac; † 30. Oktober 2008 in Zagreb) war ein jugoslawischer Politiker und Ökonom.
Er studierte an den Universitäten Zagreb und Belgrad. Seit 1956 war er als Professor der Wirtschaftsfakultät an der Universität Zagreb tätig. 1977 wurde er Mitglied der Jugoslawischen Akademie der Wissenschaften und Künste (der heutigen Kroatischen Akademie der Wissenschaften und Künste).
Von 1965 bis 1967 war Ivo Perišin Bürgermeister von Split, danach Staatssekretär im jugoslawischen Finanzministerium. Von 1969 bis 1971 war er Chef der jugoslawischen Nationalbank und daneben von 1969 bis 1972 Mitglied des Rates der Bank für Internationalen Zahlungsausgleich in Basel. 1974 bis 1978 war er Parlamentspräsident des Parlamentes der Sozialistischen Republik Kroatien.

## Werke
- Monetarno-kreditina politika, 1964 (ab der 5. Aufl. 1979 gemeinsam mit Antun Šokman), zuletzt 10. Aufl. 1997 (ISBN 953-170-041-9)
- (als Herausgeber): Financijski leksikon (Finanz-Lexikon), 1967
- Novac, kredit i bankarstvo u sistemu samoupravljanja (Geld, Kredit und Bankwesen im System der Selbstverwaltung), 1975
- Financijski mehanizam i hrvatska zbilja : traktat o arteriosklerozi našeg financijskog mehanizma (Der Finanzmechanismus und die kroatische Wirklichkeit. Traktat über die Arteriosklerose unserer Finanzmechanismen), 2000 (ISBN 953-181-032-X)